# A Mosómacik epizódjainak listája
Ez a lista a Mosómacik című sorozat epizódjait mutatja be.

## Bevezetések
| #  | Magyar cím                        | Eredeti cím                    | Magyar bemutató    | Magyar bemutató      | Magyar bemutató    | Eredeti bemutató   |
| -- | --------------------------------- | ------------------------------ | ------------------ | -------------------- | ------------------ | ------------------ |
| 1. | Mosómacik karácsonya              | The Christmas Raccoons         | 1983. december 25. | 1994. december (VHS) | 1995. december 24. | 1980. december 17. |
| 2. | Mosómacik a jégen                 | The Raccoons on Ice            | 1989. április 7.   | 1995. január 1.      | –                  | 1981. december 20. |
| 3. | Mosómacik és az elveszett csillag | The Raccoons and the Lost Star | 1990 (VHS)         | –                    | –                  | 1983. december 13. |
| 4. | Mosómacik: Táncoljunk!            | The Raccoons: Let's Dance!     | –                  | –                    | –                  | 1984. október 5.   |

## Első évad
| #   | #   | Kód | Magyar cím              | Eredeti cím              | Magyar bemutató    | Eredeti bemutató   |
| --- | --- | --- | ----------------------- | ------------------------ | ------------------ | ------------------ |
| 1.  | 1.  | 9   | A meglepetés            | Surprise Attack          | 1993. július 25.   | 1985. november 11. |
| 2.  | 2.  | 10  | Mosó Marci hőstette     | Going it Alone           | 1993. augusztus 1. | 1985               |
| 3.  | 3.  | 1   | Egy emlékezetes éjszaka | A Night to Remember      | 1991. december 24. | 1985               |
| 4.  | 4.  | 2   | Örökzöld erdei nagydíj  | The Evergreen Grand Prix | 1991. december 25. | 1985               |
| 5.  | 5.  | 7   | A szökevények           | Runaways                 | 1993. július 11.   | 1985               |
| 6.  | 6.  | 3   | Az elásott kincs        | Burried Treasure         | 1991. december 26. | 1985               |
| 7.  | 7.  | 8   | A betolakodók           | The Intruders            | 1993. július 18.   | 1985               |
| 8.  | 8.  | 5   | Ragadd meg az alkalmat! | Opportunity Knocks       | 1993. június 27.   | 1986               |
| 9.  | 9.  | 4   | Vak lárma               | Cry Wolf                 | 1992. január 1.    | 1986               |
| 10. | 10. | 6   | A pletyka               | Rumours                  | 1993. július 4.    | 1986               |
| 11. | 11. | 11  | Aranyláz                | Gold Rush                | 1993. augusztus 8. | 1986               |

## Második évad
| #   | #   | Kód | Magyar cím          | Eredeti cím                | Magyar bemutató      | Eredeti bemutató |
| --- | --- | --- | ------------------- | -------------------------- | -------------------- | ---------------- |
| 12. | 1.  | 12  | Pártoskodó páros    | Double Play                | 1993. augusztus 15.  | 1987             |
| 13. | 2.  | 13  | A siker édes illata | The Sweet Smell of Success | 1993. augusztus 22.  | 1987             |
| 14. | 3.  | 14  | Repülni nehéz       | Blast From the Past        | 1993. augusztus 29.  | 1987             |
| 15. | 4.  | 15  | Erőtúra             | Power Trip                 | 1993. szeptember 5.  | 1987             |
| 16. | 5.  | 16  | Az idő nem áll meg  | Stop the Clock             | 1993. szeptember 12. | 1987             |
| 17. | 6.  | 17  | A szörnyű jó festő  | The Artful Dodger          | 1993. szeptember 19. | 1987             |
| 18. | 7.  | 18  | Az utolsó rúgások   | Last Legs                  | 1993. szeptember 26. | 1987             |
| 19. | 8.  | 19  | A mocsárlakó        | Read No Evil               | 1993. október 3.     | 1987             |
| 20. | 9.  | 20  | Lovagi párbaj       | Courting Disaster          | 1993. október 10.    | 1987             |
| 21. | 10. | 21  | Időcsapda           | Time Trap                  | 1993. október 17.    | 1987             |

## Harmadik évad
| #   | #   | Kód | Magyar cím                | Eredeti cím           | Magyar bemutató    | Eredeti bemutató |
| --- | --- | --- | ------------------------- | --------------------- | ------------------ | ---------------- |
| 22. | 1.  | 22  | Zenda prizmája            | The Prism of Zenda    | 1993. október 24.  | 1988             |
| 23. | 2.  | 23  | A leleplezett felfedező   | Paperback Hero        | 1993. október 31.  | 1988             |
| 24. | 3.  | 34  | Versenyláz                | The Chips Are Down    | 1994. január 16.   | 1988             |
| 25. | 4.  | 35  | A sebesség bűvöletében    | Life In The Fast Lane | 1994. január 23.   | 1988             |
| 26. | 5.  | 24  | Sárkányok pedig nincsenek | Monster Mania         | 1993. november 7.  | 1988             |
| 27. | 6.  | 25  | Anyai szeretet            | Mom's the Word        | 1993. november 14. | 1988             |
| 28. | 7.  | 26  | Sztárnak születni kell    | Picture Perfect       | 1993. november 21. | 1988             |
| 29. | 8.  | 27  | Kézikönyv-vezérlés        | Strictly by the Book  | 1993. november 28. | 1988             |
| 30. | 9.  | 28  | Örökzöld gözvasút         | The Evergreen Express | 1993. december 5.  | 1988             |
| 31. | 10. | 29  | Bajkeverők                | Trouble Shooter       | 1993. december 12. | 1988             |
| 32. | 11. | 30  | Hajsza a díjért           | The Paper Chase       | 1993. december 19. | 1988             |
| 33. | 12. | 31  | A nagybácsi               | Simon Says!           | 1993. december 26. | 1988             |
| 34. | 13. | 32  | Emberi játékok            | Games People Play     | 1994. január 2.    | 1988             |

## Negyedik évad
| #   | #   | Kód | Magyar cím             | Eredeti cím                  | Magyar bemutató   | Eredeti bemutató |
| --- | --- | --- | ---------------------- | ---------------------------- | ----------------- | ---------------- |
| 35. | 1.  | 33  | A második lehetőség    | Second Chance                | 1994. január 9.   | 1989             |
| 36. | 2.  | 36  | Határ a csillagos ég   | The Sky's The Limit          | 1994. január 30.  | 1989             |
| 37. | 3.  | 37  | A rossz Jócsont        | Bully For You                | 1994. február 6.  | 1989             |
| 38. | 4.  | 40  | Tuti szerződés         | The Catered Affair           | 1994. február 27. | 1989             |
| 39. | 5.  | 41  | Életmentő akció        | Search and Rescue            | 1994. március 6.  | 1989             |
| 40. | 6.  | 42  | Tavaszi láz            | Spring Fever                 | 1994. március 13. | 1989             |
| 41. | 7.  | 43  | A családi titok        | The Family Secret            | 1994. március 20. | 1989             |
| 42. | 8.  | 44  | A nagy szabadulóművész | The Great Escape             | 1994. március 27. | 1989             |
| 43. | 9.  | 45  | Új tanév, új iskola    | Making the Grade             | 1994. április 3.  | 1989             |
| 44. | 10. | 46  | A tudományos fricska   | Science Friction             | 1994. április 10. | 1989             |
| 45. | 11. | 47  | A gördeszkaverseny     | Stealing the Show            | 1994. április 17. | 1989             |
| 46. | 12. | 48  | A fűrészház fantomja   | The Phantom of Sneer Mansion | 1994. április 24. | 1989             |
| 47. | 13. | 49  | A szenzáció ára        | The Headline Hunter          | 1994. május 1.    | 1989             |

## Ötödik évad
| #   | #   | Kód | Magyar cím                | Eredeti cím            | Magyar bemutató   | Eredeti bemutató  |
| --- | --- | --- | ------------------------- | ---------------------- | ----------------- | ----------------- |
| 48. | 1.  | 38  | Légy bátor!               | Cold Feet              | 1994. február 13. | 1990              |
| 49. | 2.  | 39  | Stressz-vizsga            | Stress Test            | 1994. február 20. | 1990              |
| 50. | 3.  | 50  | Az új lakók               | Moving In              | 1994. május 8.    | 1990              |
| 51. | 4.  | 51  | Nem minden haszontalan    | End of the Line        | 1994. május 15.   | 1990              |
| 52. | 5.  | 52  | Könnyebb megoldás         | Easy Money             | 1994. május 22.   | 1990              |
| 53. | 6.  | 53  | Végtelen nyár             | Endless Summer         | 1994. június 5.   | 1990              |
| 54. | 7.  | 54  | Az ígéret szép szó        | Promises Promises!     | 1994. június 12.  | 1990              |
| 55. | 8.  | 55  | A fekete öves Berci       | Black Belt Bentley     | 1994. június 19.  | 1990              |
| 56. | 9.  | 56  | Egy emlékezetes tévéműsor | The Wrong Stuff        | 1994. június 26.  | 1991              |
| 57. | 10. | 57  | Lépj be a klubba!         | Join The Club          | 1994. július 3.   | 1991              |
| 58. | 11. | 58  | A polgármester-választás  | The Evergreen Election | 1994. július 10.  | 1991              |
| 59. | 12. | 59  | Egyszer minden elmúlik    | The One That Got Away  | 1994. július 17.  | 1991              |
| 60. | 13. | 60  | Hajrá az aranyért!        | Go For The Gold        | 1994. július 24.  | 1991. március 19. |